# Sigurdo II da Noruega
Sigurdo Haraldsson ou Sigurd Munn (em nórdico antigo Sigurðr Haraldsson) (1133 - 6 de fevereiro de 1155) foi rei da Noruega entre 1136 e 1155. Era filho do rei Haraldr gillikristr e sua concubina Tora Guttormsdatter. Foi co-governante com seus irmãos Ingo I e Øystein Haraldsson. Foi morto numa disputa pelo poder contra seu irmão Ingo, durante a Guerra Civil Norueguesa.

## Biografia
Sigurdo foi criado em Trøndelag. Quando seu pai foi assassinado por Sigurd Slembe em 1136, devia ter em torno de três anos e junto com seu irmão Ingo foi nomeado rei pela Ting. Os seguidores de Sigurdo e os de seu irmão se uniram para combater a Sigurd Slembe e seu aliado Magnus Sigurdsson, uma guerra que duraria até 1139, quando Slembe e Sigurdsson foram derrotados na batalha de Hvaler.
Terminada a guerra, sobreveio um período de paz. Durante a minoridade dos reis, a nobreza se encarregou do governo. Em 1142, chegou da Escócia seu irmão Øystein Haraldsson, até então desconhecido. Øystein foi aceito como irmão dos reis, já que Harald Gille tinha aceito que teria um filho nas Ilhas Britânicas. Øystein foi reconhecido como rei e governaria junto com Sigurdo e Ingo. Teve um quarto irmão rei, Magno Haraldsson, de quem se sabe pouco e faleceu na década de 1140.
Quando os reis cresceram e os conselheiros que haviam mantido a paz morreram, as divergências surgiram entre os irmãos. Em 1155, os três reis concordaram em se encontrar em Bergen para manter a paz. Inge acusou Sigurdo e Øystein de conspirar para destroná-lo e partilharem as suas posses. Sigurdo negou as acusações, mas, alguns dias depois, um guarda de Ingo foi morto por um homem de Sigurdo. Ingo ordenou atacar a casa onde seu irmão morava. Sigurdo tinha poucos homens, e não poderia colocar muita resistência. Ele foi morto em 6 de fevereiro de 1155. 
Sua morte desencadeou uma nova guerra na Noruega, desta vez entre Ingo e Øystein.

## Descendência
- Haakon (1147-1162). Filho de uma mulher chamada Tora. Rei da Noruega, em oposição a Ingo Haraldsson.
- Sigurd (falecido em 1163). Proclamado rei em 1162 pelos seguidores de seu irmão Haakon, em oposição a Magnus Erlingsson.
- Harald (falecido na década de 1170). Foi capturado e assassinado pelos seguidores de Magnus Erlingsson, devido a seu parentesco o colocar como um potencial pretendente ao trono.
- Sverre (?) (falecido em 1202). Rei da Noruega. Sua mãe era uma mulher chamada Gunilda. Ainda que ele assegurasse ser filho de Sigurdo, os historiadores ainda tem sérias dúvidas.
- Érico (?) (falecido em 1190). Foi nomeado jarl por Sverre. Não se sabe se era na realidade filho de Sigurdo. Morreu envenenado.
- Cecília (falecida no final da década de 1180). Foi esposa de Folkvid, o Legífero. Depois de ser anulado seu primeiro casamento, casou-se com Bård Guttormsson. Foi mãe de Ingo Bårdsson.